# Иноченцо Чибо
Иночèнцо Чѝбо (на италиански: Innocenzo Cybo, Innocenzo Cibo, * 25 август 1491 в Генуа, Генуезка република; † 14 април 1550 в Рим, Папска държава) е италиански архиепископ и от 23 септември 1513 г. кардинал.

## Произход
Син е на Франческето Чибо (* 1450, † 1519), граф на Латеранския дворец (1490) и на Ферентило (1517), господар на Ангуилара и Черветери (1490), римски барон (1515), патриций на Флоренция, Неапол и Пиза (1488), на Витербо (1516), губернатор на Рим (1487), генерал губернатор на Папската армия (1487), херцог на Сполето (1513), и на Мадалена де Медичи (* 1473, † 1528), сестра на папа Лъв X и първа братовчедка на папа Климент VII. Негови дядо по баба по бащина линия са папа Инокентий VIII (баща му е негов незаконен син, впоследствие узаконен) и неаполитанска благородничка, а по майчина – Лоренцо Великолепни, владетел на Флоренция, и Клариса Орсини. Има двама брат и пет сестри: 
- Лукреция (* 1489, † 1492)
- Клариса (* 1490, † 1492), родена недъгава
- Елеонора (* 1499, † 1557), бенедиктинска монахиня, игуменка на манастира „Санта Мария“ в Генуа
- Лоренцо (* 1500, † 1549), граф на Ферентило, губернатор и кастелан на Сполето (23 дек. 1519), вечен губернатор на Ветрала, Монтеджове и Джано (1529), губернатор на Витербо (май 1532), губернатор на Пиза (1534), генерал на Папската армия (1520), генерален командващ на Папските армии (22 юни 1530), съпруг на Ричарда Маласпина, маркиза на Маса, господарка на Карара.
- Катерина (* 1501, † 1557), херцогиня на Камерино като съпруга на Джовани Мария Да Варано
- Иполита (* 1503, † 1503), маркиза на Колорно, графиня на Каяцо и господарка на Бобио като съпруга на Роберто Амброджо да Сансеверино
- Джовани Батиста (* 1505, † 1550), епископ на Марсилия (12 януари 1530), абат комендатор на „Сан Сиро“ в Генуа (1529)

## Биография
На 17 март 1513 г. – денят, в който Лъв X е ръкоположен за епископ, той прави Иноченцо апостолически протонотарий. В първата консистория на папата от 23 септември 1513 г. Иноченцо той става кардинал-дякон на Св. св. Козма и Дамян. Той разменя тази дякония за Санта Мария ин Домника на 26 юни 1517 г
На 11 май 1520 г. става архиепископ на Генуа с благоволението на своя чичо папа Лъв X и остава на този пост до 1521 г.. За три месеца през 1521 г. е кардинал-камерлинг на Светата римска църква, но му е „позволено“ да продаде службата за сумата от 35 000 дуката на друг от фаворитите на Лъв X – кардинал Франческо Армелино де Медичи.
Натрупва административни права върху епископски седалища, напр. Сейнт Андрюс (13 октомври 1513 – 13 ноември 1514), Марсилия, Алерия в Корсика (19 юни 1518 – 19 декември 1520), Вентимиля (27 юли 1519 – 8 август 1519) и много други, повечето за кратки периоди от време.
Участва в конклава от декември 1520 г до 9 януари 1521 г. и въпреки че (или може би защото) е болен и трябва да гласува от болничното си легло, той е близо до избирането си за папа. След като името му е предложено, той успява да получи около двадесет гласа, очевидно от по-младите кардинали, желаещи да продължат навиците от двора на Лъв X.
Френският крал Франсоа I го назначава за абат на „Сен Виктор“ в Леран през 1522 г., надявайки се без съмнение да засили френския интерес към Колегията на кардиналите след избирането на служител на император Карл V на папския престол като Адриан VI. Той също така получава абатство „Сен Уен“ в Руан.
През 1524 г. той става папски легат на Болоня и Романя. През 1529 и 1530 г. посреща както на император Карл V, така и папа Климент VII в Болоня и участва в коронацията на императора на 24 февруари като архидякон. В края на церемониите той и кардинал Иполито де Медичи придружават императора по пътя му до Мантуа.
Точно преди разграбването на Рим през 1527 г. той намира убежище в Маса и Карара, гост на своята Ричарда Маласпина, съпруга на брат му, която му ражда четири деца, които по-късно са узаконени.
Доклад до Венецианския сенат, написан от Антонио Сорано, негов посланик в Рим, на 18 юли 1531 г., предоставя анализ на кардинал Чибо, както изисква задачата му. Той заявява, че Чибо не е човек с грандиозни дела, нито с дълбоки мисли, но твърде веднага се отдава на светските удоволствия и на някаква похотливост. Папа Климент VII не го търси за съвет по държавните въпроси.
През 1532 и 1533 г. кардинал Чибо е изпратен от първия си братовчед папа Климент VII да управлява Флоренция по време на отсъствието на херцог Алесандро де Медичи. Той е един от четиримата кардинали, назначени за изпълнители на завещанието на папата. На конклава след смъртта на Климент той има надежди за папския престол, но е засенчен от Павел III и впоследствие решава да се върне във Флоренция. Но тук отношенията му с великия херцог Козимо I де Медичи се влошават и той се мести отново в Маса и Карара през 1540 г. Две години по-късно неговата лоялност към имперската кауза е възнаградена с титлата на кардинал протектор на Германия.
В Рим кардиналът има резиденцията си Палацо Алтемпс (Хоенемс). Той се завръща в този град през 1549 г., за да вземе участие в конклава след смъртта на папа Павел III. Предпочитаният кандидат е Реджиналд Поул, но е избран Джовани Мария Чоки дел Монте – Юлий III. Като старши кардинал дякон Иноченцо Чибо коронясва папа Юлий III на 22 февруари 1550 г. На 28 февруари 1550 г. той разменя дяконията Санта Мария ин Домника с тази на Санта Мария ин Виа Лата. 
Умира на 14 април 1550 г. на 59-годишна възраст, след като е бил кардинал в продължение на 37 години. Погребан е в базиликата „Санта Мария сопра Минерва“ в Рим, в центъра на хора, зад главния олтар, между паметниците на чичо му Лъв X и братовчед му Климент VII.

## Потомство
От Ричарда Маласпина (* 1497 в Маса, Маркграфство Маса, сеньория Карара, Монета и Авенца; † 15 юни 1553 в Бани ди Лука, пак там), маркиза на Маса и княгиня на Карара, Монета и Авенца (13 април 1519 – 6 октомври 1546 и 27 юни 1547 – 15 юни 1553), и чрез брак графиня на Ферентило (14 май 1520 – 14 март 1549), съпруга на брат му Лоренцо, има двама сина и две дъщери, узаконени от него:
- Елена Чибо
- Ричарда Чибо
- Алесандро Чибо
- Клементе Чибо